# Kanal D
Kanal D (произнася се: Канал Де) е турски телевизионен канал и част от Доган Медия Груп, собственост на турския медиен магнат Айдън Доган.